# Kikki Resque
Kikki Resque, undertitel Fem helt vanliga killar tolkar Kikki Danielsson, utkom 1993 på skivmärket Metronome och är en EP av den svenska musik- och komikergruppen Lars Vegas trio med låtar som främst förknippas med Kikki Danielsson. "Vi låser dörr'n in till damernas (Let's Talk it over in the Ladies Room)" var dock en cover redan då Kikki Danielsson spelade in den.
Kikki Resque producerades av Christer Sandelin och Lars Vegas Trio och spelades in i Soundtrade Studios med Ronny Lahti som ljudtekniker. Låten "Kikki techno ragga mix" remixades av Emil Hellman. Omslagsfotot togs av Lars Toresson och omslaget designades av Rayan.
Skivan är en svarsskiva på den brittiska synthpopgruppen Erasures Abba-hyllnings-EP Abba-esque från 1992.

## Låtlista
| Nr | Titel                                                                        | Låtskrivare                     | Längd |
| -- | ---------------------------------------------------------------------------- | ------------------------------- | ----- |
| 1. | Medley: "Kikki techno ragga mix"                                             |                                 | 4:42  |
| 2. | "Vi låser dörr'n in till damernas" ("Let's Talk it over in the Ladies Room)" | Peter Koelewijn, Ingela Forsman | 2:16  |
| 3. | "Bra vibrationer"                                                            | Lasse Holm, Ingela Forsman      | 2:42  |
| 4. | "Papaya Coconut"                                                             | Lasse Holm, Ingela Forsman      | 2:58  |

## Listplaceringar
| Lista (1993) | Topplacering |
| ------------ | ------------ |
| Sverige      | 18           |